# Dorfmeister István (festő, 1729–1797)

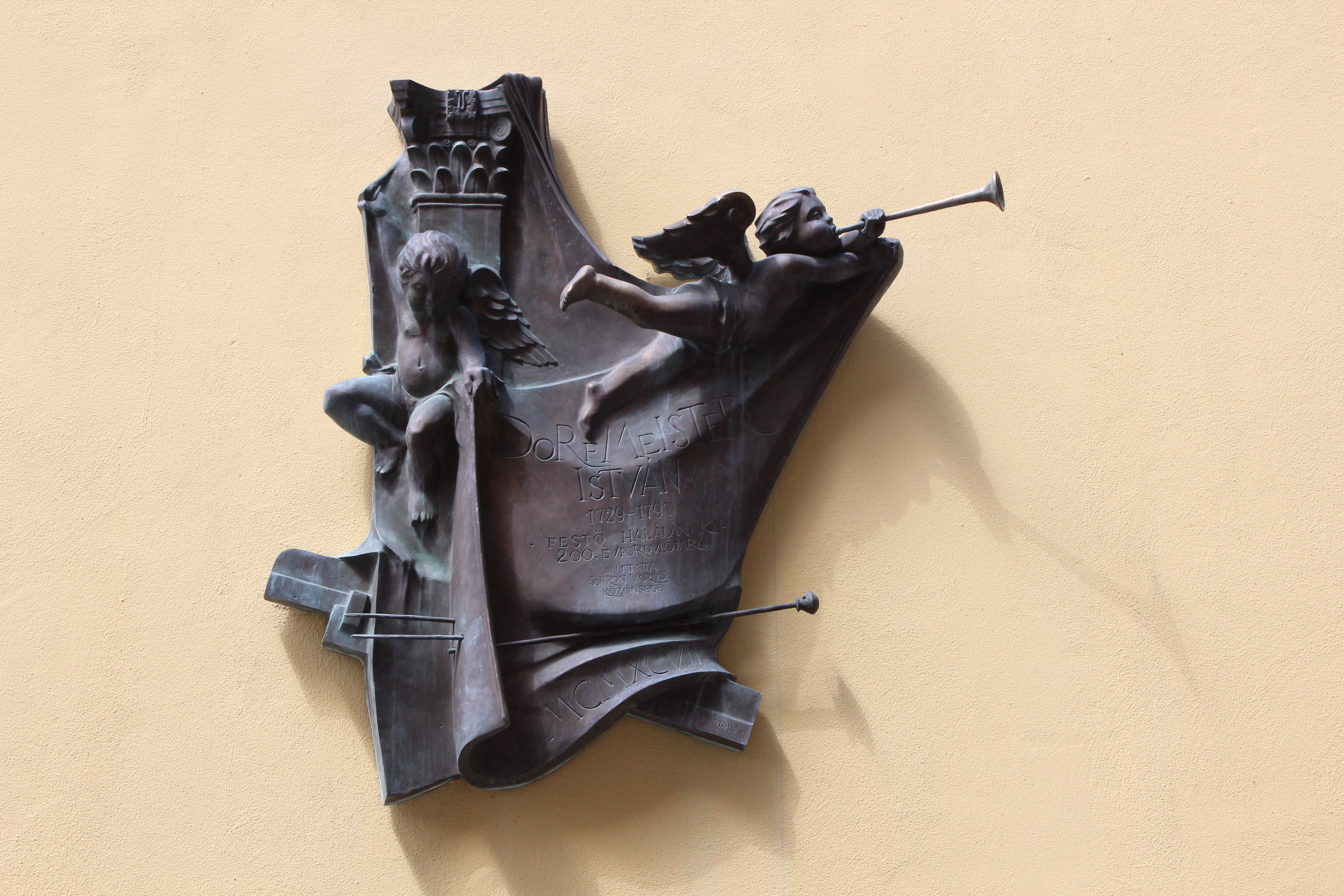
Emléktáblája Sopronban, a róla elnevezett utcában. (Soltra E. Tamás alkotása, 1997)

Id. Dorfmeister István (ritkább írásmóddal: Dorffmaister István, Pozsony, 1729., illetve Bécs, 1729 – Sopron, 1797. május 29.) főleg Magyarországon alkotó osztrák festő, Johann Georg Dorfmeister bátyja, ifj. Dorfmeister István és Joseph Dorffmeister édesapja.

## Élete
Szülei Johann Christof Georg Dorfmeister és Elisabeth Josefa Millner. A bécsi képzőművészeti akadémián ismerkedett meg az osztrák és az olasz dekoratív festészettel.
1760-ban kezdett Magyarországon dolgozni, ahová 1761-ben települt át. 1762-től Sopronban lakott, de az egész Dunántúlon alkotott és vált a 18. század egyik legtermékenyebb hazai festőjévé. Elsősorban azoknak a megrendelőknek dolgozott, akiknek nem volt elég pénzük a divatos bécsi mesterek megfizetésére, de azok alkotásaival összevethető műveket szerettek volna festetni, így Dorfmeister művei fontos szerepet játszottak a bécsi Akadémián kialakított művészeti köznyelv elterjesztésében.
Munkásságában gyakoriak a látszatarchitektúrák és a fehér fényekkel emelt grisaille képek. Színezését, típusainak karakterformálását a rokokótól előnyösen befolyásolt akadémiai stílus színes, vonzó dekorativitása határozta meg.
Témáit többnyire a magyar történelemből, de gyakran a Bibliából (főleg az Ószövetségből) vette.

## Ismertebb munkái
- a csornai premontrei prépostság több freskója (1760 k.),
- a türjei premontrei templom szentélye és a Szent Anna-kápolna mennyezetképe (1761-62),
- a szombathelyi premontrei kanonok házában az ebédlő falképei, Angyali üdvözlet főoltárképe (1763)
- a celldömölki apátsági templom oltárképe Nepomuki Szent János alakjával (1767),
- a sárvári vár lovagtermének falképei, a toronyszoba mennyezet- és falképei (1769)
- a kismartoni ferences rendház öt szentképe (1770),
- Gutatöttös, a római katolikus templom mennyezet- és falképei (1771-1772),
- Sopron, a Voss árvaház kápolnája (1772),
- Mesztegnyő, a római katolikus templom és oltárképei (1772),
- Ligvánd, a Niczky-kastély dísztermének mennyezetképei (1774),
- Sitke, a római katolikus templom főoltárképe a Szentháromsággal (1774),
- Magyaróvár, a római katolikus templom szentélyének mennyezetképe (1774),
- Mohács a ferences templom főoltárképe Szent István alakjával (1774),
- a császári plébániatemplom freskói és oltárképe (1775–1776),
- Somogyszentpál, a Szent Antal-templom főoltárképe (1776),
- Kismarton, a  római katolikus templom főoltárképe Szent Márton alakjával, a szentély mennyezetképe, falképek, oratórium (1777-1778),
- Felsősegesd, a  római katolikus templom oltárképe Szent Katalin alakjával (1779),
- a Jászói prépostság házi kápolnájának főoltárképe (1779),
- Kenyeri, a római katolikus templom szentélyének mennyezetképe (1779),
- Kemenesszentpéter, a római katolikus templom szentélyének mennyezet- és falképei, valamint oltárképe (1779),
- Balf, a fürdőkápolna mennyezetképei (1779),
- Bakonybél, az apátsági templom oltárképe (1779),
- a soproni bencés rendház lépcsőháza (1779),
- a segesdi Szent László-templom oltárképe (1779)
- Nova, a római katolikus templom mennyezet- és falképei, valamint oltárképe (1779–1780),
- Sopron, a ferences templom és rendház mennyezetképei és főoltárképe (1779–1780),
- Sopron, a Szent Mihály-templom oltárképe;  (1780),
- Sopron, a Szent György-templom oltárképe (1780),
- Füles, a kastély kápolnájának mennyezetképei és főoltárképe(1781),
- Kiskomárom, a római katolikus templom mennyezet- és falképei (1781),
- Nagylengyel, a római katolikus templom szentélyfreskói (1781),
- Sopron, a városháza egykori tanácstermének mennyezetképei (1782),
- Sopron, a Szent Lélek-templom mennyezet-, fal- és oltárképei (1782),
- Szombathely, a püspöki palotában Szent Pál legendája (1782–1783),
- Szentgotthárd, a ciszterci templom mennyezetképe (1784),
- Zanat, a római katolikus templom oltárképe Szent László alakjával (1785),
- Kemenesmihályfa, a római katolikus templom szentélyének mennyezetképei és oltárképe (1785),
- Nyúl, a római katolikus templom mennyezetképei (1786),
- Pannonhalma, a plébániatemplom oltárképei (1786),
- Egyed, a Festetics-kastély falképei (1786),
- Mohács, az emlékkápolna képei (1787),
- Pécs, a székesegyházban a Corpus Christi kápolna mennyezet- és falképei (1787),
- Kabold, az evangélikus templom oltárképe (1787),
- Szigetvár, a plébániatemplom kupolafestménye (Zrínyi halála, 1788),
- Szentgotthárdon az apátsági templom kupolafestménye (a szentgotthárdi csata, 1788, fiával közös munka),
- Feketeváros, a római katolikus templomban a Szent Család mellékoltár képe (1789),
- Felsőőr, a római katolikus templom oltárképe Mária mennybevitelével (1789),
- Incéd, a római katolikus templom oltárképe Mária mennybevitelével (1791),
- Oszkó, a római katolikus templom falképe (1791),
- Vásárosmiske, a római katolikus templom főoltárképe a Mindenszentekkel (1791),
- Szentivánfa, a római katolikus templom oltárképe (1791),
- Szombathely, a püspöki szemináriumban több kép (1791–1792)
  - mennyezetkép (1791),
- a szombathelyi székesegyház szentélyének boltozati képe, oltárképek (1792),
- Felcsút, a római katolikus templom oltárképe (1793),
- Csehimindszent, a római katolikus templom oltárképe (1793),
- Szarvaskend, a római katolikus templom oltárképe Szent Anna alakjával (1793),
- Zalaegerszeg, vármegyeháza (1793–1794),
- Gyóró, a római katolikus templom szentélyének mennyezet- és oltárképe (1792),
- Hegyfalu, a Gludovácz-kastély mennyezetképe (1794),
- Szentgotthárd, a cisztercita rendház apátszobájának mennyezetképe (1795-1796),
- Kismarton, a Kálvária-templom főoltárképe (1797),
- Nagyhajmás, a római katolikus templom főoltárának az alamizsnát osztó Nepomuki Szent Jánost ábrázoló olajképe; utolsó munkája volt, melynek készítése közben meghalt, a képet fia fejezte be 1798-ban.

Egyéb művei:
- Phaetón bukása (1769),
- Szent József a kis Jézussal (1769),
- Házaspár képmása.

Több képét:
- Szigetvár ostroma,
- A mohácsi csata

a Szépművészeti Múzeumban állították ki, másokat a soproni Liszt Ferenc Múzeumban.
Egyik utolsó alkotása a nagyhajmási katolikus templom főoltárképe, amit a halála miatt már nem láthatott készen, csak a fia fejezhette be, a szignó is az övé.

## Emlékezete
- Sopronban utca őrzi nevét.
- Halálának 200. évfordulóján Sopronban emléktáblát avattak a róla elnevezett utcában.